# Ла-Мохонера
Ла-Мохонера (ісп. La Mojonera) — муніципалітет в Іспанії, у складі автономної спільноти Андалусія, у провінції Альмерія. Населення — 8540 осіб (2010).
Муніципалітет розташований на відстані близько 410 км на південь від Мадрида, 30 км на захід від Альмерії.
На території муніципалітету розташовані такі населені пункти: (дані про населення за 2010 рік)
- Лас-Кантінас: 70 осіб
- Ла-Мохонера: 6703 особи
- Вента-дель-Вісо: 1767 осіб

## Демографія
Динаміка населення (INE ):